# Вакуленко Тамара Олексіївна

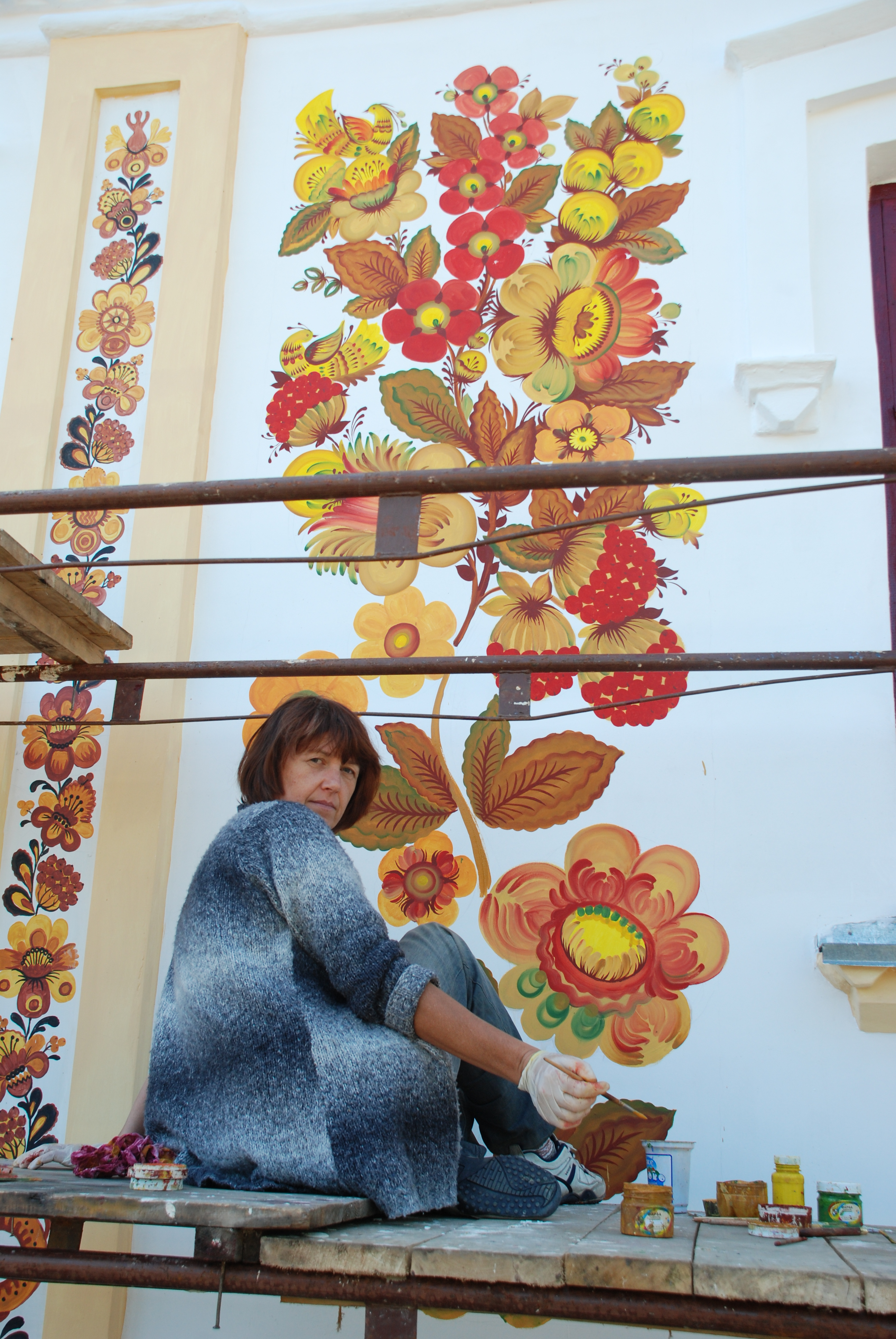
За роботою. Процес створення настінного розпису у Національному історико-культурному заповіднику «Чигирин». Авт. Тамара та Олександр Вакуленки, 2011 р.

Тамара Олексіївна Самарська, у шлюбі Вакуленко (7 квітня 1963, с. Петриківка, Дніпропетровська область) — українська художниця, майстриня петриківського розпису, заслужений майстер народної творчості України (2006), членкиня Національної спілки майстрів народного мистецтва України (з 1995), лауреатка премії ім. Данила Щербаківського (2003).

## Життєпис
Народилася 7 квітня 1963 року в селі Петриківка Дніпропетровської області. Дочка і учениця відомої майстрині петриківського розпису, народної художниці України Ганни Самарської, учениці легендарної художниці Катерини Білокур.
Навчалася в Петриківській художній школі у відомого майстра петриківського розпису Федора Панко.
Закінчила Дніпропетровське художнє училище (1982) і Харківський художньо-промисловий інститут (1988), де познайомилася з Олександром Вакуленком, з котрим одружилася.
З 1982 року по 1983 рік викладала петриківський розпис в учбовому комбінаті с. Петриківка.
З 2011 року навчає техніці петриківського розпису у Харкові та Києві.
Дочка художниці, Олеся Вакуленко, продовжує родинні художні традиції, виконуючи роботи в стилі українського декоративного розпису, проілюструвала кілька книжок, має власну майстерню, спеціалізовану перш за все на ручному розписі одягу.

## Творча діяльність
Тамара Вакуленко виконує розписи на папері, полотні, тканині, дереві, металі, розписує інтер'єри. Розмір творів різноманітний: від мініатюрної сувенірної продукції до розпису інтер'єрів та фасадів площею до десятків квадратних метрів. Майстриня віддає перевагу монументальним роботам, над створенням яких працює переважно разом з чоловіком. Удвох розписали інтер'єри Харківської школи-інтернату № 13 (1988 р.), інтер'єр їдальні Ліонської вищої політехнічної школи (1996 р., Франція), холу Національної спілки майстрів народного мистецтва України (2003 р.), інтер'єри та фасади Національного історико-культурногоо заповідника «Чигирин» (2006-11 рр.), інтер'єри Харківського державного автотранспортного коледжу (2009-13 рр.) та численні житлові інтер'єри в Харкові, Києві, Коломиї, Ліоні (Франція), Нюрнберзі (Німеччина). Улюблений сюжет мисткині — птахи, дерево життя. Велику увагу Тамара Вакуленко приділяє колористиці, використовує складні сполучення кольорів.
Постійна учасниця обласних, всеукраїнських та міжнародних виставок з 1985 року. Зокрема виставлялась у Франції (м. Ліон, 1996 р.), Німеччині (м. Нюрнберг, 2009 р.), Японії (м. Наґоя, 2005 р.), Китаї (м. Гонконг, 2015 р.).
Досвід петриківського розпису передає бажаючим, проводить майстер-класи. Тамара Вакуленко на прикладі своїх та робіт інших відомих майстрів пояснює закономірності та правила побудови композицій. Вважає, що «гармонійна композиція полягає в побудові гарного малюнку. Потім потрібно продумати її цілісність за кольором і тоном». Для цього Вакуленко розробила спеціальні вправи з різними за діаметром колами пастельних відтінків. Завдяки педагогічній діяльності Тамари Вакуленко мистецтво петриківського розпису на Харківщині живе у творчості багатьох її учнів та учениць.

## Досягнення
Тамара Вакуленко — заслужений майстер народної творчості України з 2006 року. Член Національної спілки майстрів народного мистецтва України з 1995 року і згодом заступниця голови її Харківського обласного осередку. Лауреатка премії ім. Данила Щербаковського від 17 грудня 2003 року. Брала участь у багатьох Всеукраїнських та міжнародних виставках народного і декоративно-ужиткового мистецтва.
Твори художниці знаходяться у фондах багатьох музеїв України та приватних колекціях, зокрема у таких як Національний музей українського народного декоративного мистецтва, Музей народного мистецтва Слобожанщини, Національний музей народного мистецтва у Коломиї, Запорізький обласний художній музей, Дніпропетровський художній музей.